# Safari rallye 1998
Safari rallye 1998 byla třetí soutěží mistrovství světa v rallye 1998. Soutěž měřila 2339,21 km a měla 16 rychlostních zkoušek o délce 1231,94 km. Jela se ve dnech 28. února až 2. března. Na startu bylo 49 posádek, do cíle jich dorazilo 19. Zvítězil Richard Burns na voze Mitsubishi Carisma GT EVO IV.
V tréninku se zranil jezdec týmu Ford M-Sport Bruno Thiry. Místo něj za tým nastoupil Ari Vatanen. 
V první etapě vedli jezdci týmu Mitsubishi Ralliart Tommi Mäkinen před Burnsem. Třetí byl Colin McRae, kterého postihlo několik defektů. Na čtvrté pozici se držel Carlos Sainz, pátý Juha Kankkunen a šestý Vatanen. Mäkinen ale musel na konci etapy odstoupit pro poruchu motoru stejně jako Liatti a McRae. Na první pozici se posunul Burns před Vatanenem. Sainz havaroval a propadl se na páté místo. V poslední etapě Burns udržoval vedení. Vatanen před sebe pustil Kankkunena. Propadl se Didier Auriol, kterého postihla řada defektů. Sainz odstoupil s poškozeným závěsem kola. Na bodované pozice se tak dostali i jezdci z kategorie Formule 2.

## Výsledky
1. Richard Burns, Robert Reid - Mitsubishi Carisma GT EVO IV
2. Juha Kankkunen, Juha Repo - Ford Escort WRC
3. Ari Vatanen, Fred Gallagher - Ford Escort WRC
4. Didier Auriol, Denis Giraudet - Toyota Corolla WRC
5. Harri Rovanperä, Voitto Silander - Seat Ibiza Kit Car GTI 16V EVO2
6. Raimund Baumschlager, Klaus Wicha - Volkswagen Golf III Kit Car GTI 16V
7. Luis Climent, Alex Romani - Mitsubishi Lancer EVO III
8. Kris Rosenberger, Per Carlsson - Volkswagen Golf III Kit Car GTI 16V
9. Marco Brighetti, Abdul Sidi - Subaru Impreza 555
10. Karim Hirji, Frank Nekusa - Toyota Celica GT-4